# Dendrocopos
Dendrocopos é um género de pica-paus amplamente distribuído na Ásia, na Europa e no norte de África. A área de ocorrência do género estende-se desde as Filipinas às ilhas Britânicas.

## Lista de espécies
O género Dendrocopos compreende actualmente 12 espécies.
Note-se algumas das espécies que anteriormente pertenciam a este género estão actualmente classificadas como Dendrocoptes ou Dryobates.
- Pica-pau-de-barriga-ruiva, Dendrocopos hyperythrus
- Pica-pau-de-peito-fulvo, Dendrocopos macei
- Pica-pau-de-peito-sardento, Dendrocopos analis
- Pica-pau-de-peito-estriado, Dendrocopos atratus
- Pica-pau-de-darjeeling, Dendrocopos darjellensis
- Pica-pau-dos-himalaias, Dendrocopos himalayensis
- Pica-pau-de-sinde, Dendrocopos assimilis
- Pica-pau-sírio, Dendrocopos syriacus
- Pica-pau-d'asa-branca, Dendrocopos leucopterus
- Pica-pau-malhado Dendrocopos major
- Pica-pau-de-okinawa, Dendrocopos noguchii
- Pica-pau-de-dorso-branco, Dendrocopos leucotos